# 普里多涅齊克
49°10′54″N 37°7′41″E / 49.18167°N 37.12806°E
普里多內齊克（烏克蘭語：Придонецьке）是位於烏克蘭東部的村莊，由哈爾科夫州伊久姆區的奧斯基爾市鎮負責管轄。該村始建於1929年，面積0.04平方公里，2001年人口11，人口密度每平方公里275人。